# El Torcal de Antequera
El Torcal de Antequera là một khu bảo tồn thiên nhiên trong dãy núi Sierra del Torcal, phía nam của thành phố Antequera, tỉnh Málaga, Tây Ban Nha. Nó được biết đến với địa hình khác thường và được coi là một trong những cảnh quan núi đá vôi ấn tượng nhất ở châu Âu. Nó được xếp hạng là Địa điểm Tự nhiên có Tầm quan trọng Quốc gia vào tháng 7 năm 1929 và sau đó trở thành Công viên tự nhiên vào tháng 10 năm 1978 với diện tích 17 kilômét vuông.

## Địa chất
Sierra del Torcal là một dãy núi nhỏ ngăn cách hai thành phố Antequera và Málaga. Nó bao gồm 4 phần địa chất gồm: Sierra Pelada, Torcal Alto, Torcal Bajo, Tajos và Laderas. Điểm cao nhất là Camorro de las Siete Mesas cao 1336 mét ở Torcal Alto.
Đá vôi kỷ Jura có niên đại khoảng 150 triệu năm tuổi và nằm trên một hành lang biển kéo dài từ vịnh Cádiz đến Alicante giữa Đại Tây Dương và biển Địa Trung Hải hiện nay. Đáy biển này đã được nâng lên đến độ cao hơn 1300 mét trong thời kỳ Đệ tam, tạo thành một dãy núi đá vôi phẳng, hiếm gặp ở Andalucia.